# 路易王子 (卢森堡)
路易·克萨维尔·马里·纪尧姆（1986年8月3日—），卢森堡王子、拿骚亲王。是卢森堡大公亨利与玛利亚·特丽莎大公夫人的第三子。王子的教父母是泽维尔·桑斯和列支敦士登公主玛格丽塔。
路易王子于2006年9月29日在基尔斯多夫的罗马天主教教区教堂与特西·安东尼小姐结婚。路易斯王子放弃自己与后代的继承权，但仍保留卢森堡王子头衔。妻子特西与婚前所生的儿子加布里埃尔允许姓卢森堡王室的姓氏。 2009年6月23日，卢森堡国庆特西被亨利大公正式册封为卢森堡王妃。 二人现有二子：加布里埃尔，诺亚。
2021年4月6日，盧森堡大公國宮廷宣布路易王子與斯嘉麗·勞倫·西格小姐訂婚。2022年2月22日，兩人取消了訂婚。